# Турбаївське повстання (1789—1793)
Турбаївське повстання (1789—1793) — один з найбільших антикріпосницьких селянських виступів у Лівобережній Україні в другій половині XVIII століття. Відбулося в селі Турбаях Градизького повіту Катеринославського намісництва (тепер Кременчуцький район Полтавської області). Безпосередньою причиною повстання стала спроба селян домогтися звільнення від кріпосної залежності.

## Передумови
Після Хмельниччини село Турбаї, населене козаками й посполитими, вважалося вільним військовим селом і належало до Миргородського полку. Але в 1711 році миргородський полковник Данило Апостол, виписавши турбаївців з козацького компуту, «велів по ревізіях писати їх своїми підданими». З 1776 року Турбаї належали поміщикам Базилевським, і вони експлуатували турбаївців як своїх підданих. Останні почали активно розвивати своє господарство, примушуючи селян відбувати повинності. Турбаївці не хотіли миритися з положенням кріпосних селян й активно домагалися підтвердження свого козацького стану, звертаючись до місцевих і центральних адміністративних установ. Борючись проти покріпачення, турбаївці подали позов до сенату.

## Судова справа
У червні 1788 року сенат ухвалив рішення про визнання козацьких прав і привілеїв лише за 76 турбаївськими родинами (у селі проживало близько 2 тисяч чоловік), які ще у 1738 році були переведені до козаків миргородським полковником Василем Капністом. Ухвала сенату, яку турбаївцям було оголошено 5 (16 січня) 1789 року, викликала невдоволення в частини селян, чиї козацькі права не були визнані. Селяни, вирішивши домогтися волі власними силами, навідріз відмовилися працювати на панщині, перестали коритися Базилевським і створили самоврядування за козацьким зразком на чолі з Назаром Оліфером (отаман), Григорієм Яструбенком (суддя) та Трохимом Довженком (писар). Найважливіші питання вирішувалися на загальному сході жителів села.
Для врегулювання «справи про козацтво» і втихомирення селянського заворушення, до села у травні 1789 року прибули представники Голтвянського нижнього земського суду разом із військовою командою. Проте суд, під впливом поміщиків Базилевських, визнав козаками лише 29 турбаївців, до того ж з'ясувалося, що судді не мали і списка осіб, визнаних сенатом приналежними до козацького стану.

## Хід повстання
8 (19 червня) селяни висловили свої обурення проти такого рішення суду, і за ініціативою селян Г. Ракші, Степана і Леонтія Рогачків, Мусія і Манойла Пархоменків, Г. Величка, А. Бондаря, Семена Помазана та інших розпочали збройне повстання. Озброївшись косами, списами, кочергами вони обеззброїли військову команду, побили і заарештувавши членів суду, добилися від них написання документа про «добровільне переведення в козаки» турбаївських селян, напали на панський будинок, вибили вікна й виламали двері, стали розбирати майно, а самих поміщиків — Івана, Степана та Марію Базилевських — забили до смерті.
Запровадивши самоврядування — «Громадську збірню», селяни впродовж чотирьох років самостійно вирішували всі громадські справи. За прикладом турбаївців виступили селяни навколишніх сіл (Очеретувате, Кринки, Остап'є).
Через ускладнення міжнародного становища (війни з Османською імперією і Швецією, революційні події у Франції) уряд Катерини II тривалий час намагався припинити селянський виступ без застосування військової сили. Проте, зазнавши невдачі, власті вдалися до жорстоких каральних дій.

### Придушення
У червні 1793 року до села було введено батальйон піхоти Бузького єгерського полку і 200 козаків, на озброєнні яких було навіть дві гармати. Урядові війська провели масові арешти селян. Суд над повстанцями тривав з 11(22 липня) 1793 року до 31 січня (11 лютого) 1794 року. Найактивніших учасників побили канчуками, вирвали ніздрі, зробили на щоках і чолі тавро «вор» та відправили на довічні каторжні роботи до Тобольська, інших — покарали канчуками. 15 селян після знущань померли.
Частину турбаївців виселено до степів Херсонської і Таврійської губерній. Власті змінили навіть назву села Турбаї, перейменувавши його у Скорбне (до колишньої назви повернулися лише у 1919 році).

## Повстання у культурі
Виступ турбаївських селян знайшов широке відображення у пісенній народній творчості, художній літературі та легендах.
У народній пісні співається:
Од Турбаїв до Вергунів покопані шанці —
Як побили Базилевців у п'ятницю вранці.

Ой на горі вогонь горить, а в долині димно, —

Як побили Базилевців — усім панам дивно.

## Дивись також
- Антикріпосницький рух в Україні (1789-1861)